# Монастеро-ді-Ланцо
Монастеро-ді-Ланцо (італ. Monastero di Lanzo, п'єм. Monasté ëd Lans) — муніципалітет в Італії, у регіоні П'ємонт,  метрополійне місто Турин.
Монастеро-ді-Ланцо розташоване на відстані близько 560 км на північний захід від Рима, 34 км на північний захід від Турина.
Населення — 361 особа (2014).
Щорічний фестиваль відбувається 3° неділі листопада. Покровитель — Sant'Anastasia.

## Демографія
Населення за роками:

Станом на 1 січня 2023 року в муніципалітеті офіційно проживало 8 іноземців з 4 країн, серед них 4 громадяни країн Євросоюзу та 2 громадяни України.

## Сусідні муніципалітети
- Кантоїра
- Черес
- Коассоло-Торинезе
- Ланцо-Торинезе
- Локана
- Пессінетто